# Mbuyuni (Chunya)
Mbuyuni è una circoscrizione rurale (rural ward) della Tanzania situata nel distretto di Chunya, regione di Mbeya. Conta una popolazione di 17 318 abitanti (censimento 2012).